# Immacolata Concezione Squillace
L'Immacolata Concezione Squillace, nota anche come l'Immacolata Concezione Esquilache, è un dipinto del pittore spagnolo Bartolomé Esteban Murillo realizzato circa nel 1645-1655 e conservato nel Museo statale Ermitage a San Pietroburgo in Russia.
Il dipinto è una delle varie Immacolate Concezioni dipinte dal Murillo, prende il nome da Leopoldo de Gregorio, marchese di Squillace.